# Liutvardo
Liutvardo (metà del IX secolo – Vercelli, 24 giugno 900 o 901) è stato un vescovo e abate tedesco.

## Biografia
Nato verso la metà del IX secolo da una nobile famiglia della Svevia, originaria di Reichenau, sul lago di Costanza. Fin dalla più tenera età fu avviato alla carriera ecclesiastica e, con il fratello Cadulto, entrò nell'Abbazia di Reichenau e divenne monaco.
Divenne arcicancelliere di Carlo il Grosso, re dei Franchi orientali. Attorno all'880 venne eletto vescovo di Vercelli, ed in seguito nell'896 venne anche nominato abate commendatario dell'abbazia di San Colombano di Bobbio. Secondo quanto viene riferito nel necrologium di Reichenau, egli perse la vita in uno scontro con gli Ungari il 24 giugno del 900 o 901.